# Volume Up
Volume Up  là EP thứ ba của nhóm nhạc nứ Hàn Quốc 4Minute. EP được phát hành cùng với bài hát chủ đề cùng tên vào ngày 9 tháng 4 năm 2012.

## Phát hành
4Minute ban đầu dự kiến sẽ phát hành EP này vào tháng 2 năm 2012; tuy nhiên, việc phát hành đã bị trì hoãn nhiều lần. Cuối cùng, Volume Up được xác nhận sẽ phát hành vào 9 tháng 4 năm 2012. Video âm nhạc của bài hát chủ đề cũng được đăng tải cùng ngày.
Năm 2012, nhóm đã trình diễn một đoạn ngắn của bài hát chủ đề bằng tiếng Ấn Độ. Video của đoạn này được đăng tải như một video nghệ thuật tại PRIME TIME Mnet.

## Quảng bá
Nhóm đã quảng bá cho bài hát "Volume Up" (và "Dream Racer") trên các chương trình âm nhạc. Từ 12 đến 15 tháng 4 năm 2012, nhóm đã trình diễn trên các chương trình như Mnet's M! Countdown, KBS's Music Bank, MBC Show! Music Core và SBS Inkigayo.

## Danh sách bài hát
| STT | Nhan đề            | Phổ lời                                   | Phổ nhạc                    | Thời lượng |
| --- | ------------------ | ----------------------------------------- | --------------------------- | ---------- |
| 1.  | "Get on the Floor" | Kim Dong-yeol, Im Sang-hyuk               | Kim Dong-yeol, Im Sang-hyuk | 1:45       |
| 2.  | "Volume Up"        | Shinsadong Tiger, Rado                    | Shinsadong Tiger, Rado      | 3:50       |
| 3.  | "I'm OK"           | Rado                                      | Rado                        | 3:26       |
| 4.  | "Say My Name"      | Seo Yong-bae, Seo Jae-woo                 | Seo Yong-bae, Seo Jae-woo   | 3:16       |
| 5.  | "Femme Fatale"     | M (Lee Min-woo), David Kim (Day Day)      | Kim Do-hyun                 | 3:29       |
| 6.  | "Dream Racer"      | THE KOXX                                  | THE KOXX                    | 3:31       |
| 7.  | "Black Cat"        | Chang Jun-ho, Min Yeon-jae, Gong Hyun-sik | Chang Jun-ho, Gong Hyun-sik | 3:15       |

## Bảng xếp hạng
| Bảng xếp hạng                 | Vị trí cao nhất |
| ----------------------------- | --------------- |
| Bảng xếp hạng album tuần Gaon | 1               |
| Bảng xếp hạng tháng Gaon      | 4               |
| Bảng xếp hạng album năm Gaon  | 30              |

### Doanh số và chứng nhận
| Nhà cung cấp (2012) | Doanh số |
| ------------------- | -------- |
| Gaon physical sales | 57.294+  |

## Lịch sử phát hành
| Quốc gia | Ngày phát hành     | Định dạng            | Nhãn đĩa           |
| -------- | ------------------ | -------------------- | ------------------ |
| Hàn Quốc | 9 tháng 4 năm 2012 | CD, Digital download | Cube Entertainment |